# Nati nel 1141
| Questa pagina contiene informazioni ricavate automaticamente dalle voci biografiche con l'ausilio del template Bio e di un bot. L'aggiornamento è periodico e automatico e ricostruisce completamente la pagina. Se manca una persona in questa lista, sei pregato di non aggiungerla, ma accertati piuttosto che la sua voce biografica contenga il template Bio e che i dati anagrafici siano correttamente compilati. Se il template Bio manca, inseriscilo tu stesso o, in alternativa, metti l'avviso {{tmp\|Bio}} che ne segnala la mancanza. Se i dati riportati sono sbagliati, correggi direttamente la voce biografica; le modifiche saranno visibili in questa lista entro pochi giorni. Per chiarimenti vedi il progetto biografie. La lista contiene solo le 7 persone che sono citate nell'enciclopedia e per le quali è stato implementato correttamente il template Bio. Pagina aggiornata al 13 gen 2025. |

- 27 maggio - Eisai, monaco buddista giapponese († 1215)
- 20 settembre - Takakura, imperatore giapponese († 1181)
- Dositeo di Costantinopoli, arcivescovo ortodosso bizantino
- Nizami Ganjavi, poeta persiano († 1209)
- Malcolm IV di Scozia, re scozzese († 1165)
- Mo'inoddin Cishti, mistico indiano († 1236)
- Nijōin no Sanuki, poeta giapponese († 1217)